# Cavalier SC
El Cavalier Soccer Club es un equipo de fútbol de Jamaica. Actualmente se desempeña en la Liga Premier Nacional de Jamaica, máxima categoría del fútbol jamaiquino.

## Historia
Fue fundado el 1 de agosto de 1964 en la capital Kingston por Leiton Duncan con el nombre Duncan Destroyers, aunque cambiaron al de Cavaliers FC poco tiempo después.
El club ganó la Liga Premier Nacional de Jamaica en una ocasión.
En 2024, Cavalier se coronó campeón de la Copa Caribeña de la Concacaf de 2024, derrotando al Cibao en un empate global de 2 a 2 y con la regla del gol de visita. Y por ser campeón del torneo, clasifica a la fase de octavos de final de la Copa de Campeones de la Concacaf 2025.

## Palmarés

### Títulos nacionales
| Competiciones nacionales      | Títulos                            | Subcampeonatos            |
| ----------------------------- | ---------------------------------- | ------------------------- |
| Liga Premier de Jamaica (4/3) | 1980-81, 2020-21, 2023-24, 2024-25 | 1975-76, 1976-77, 1979-80 |

### Títulos internacionales
| Competiciones internacionales          | Títulos | Subcampeonatos |
| -------------------------------------- | ------- | -------------- |
| Copa Caribeña de Clubes Concacaf (1/1) | 2024    | 2023           |